# 特塞羅河

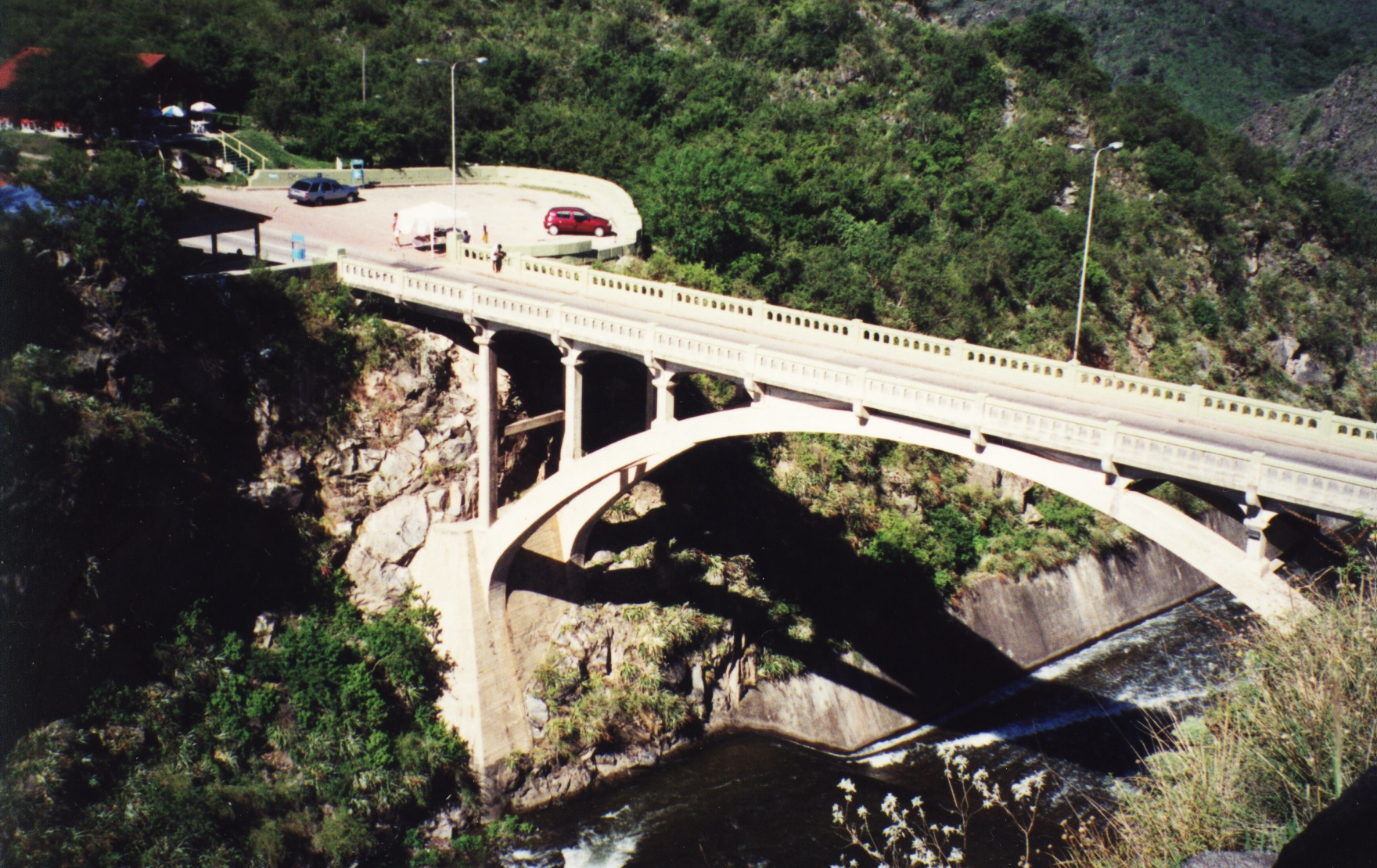
特塞羅河上的科爾多瓦省5號公路

特塞羅河（西班牙語：Río Tercero）是阿根廷的河流，位於科爾多瓦省，河道全長307公里，流域面積約21,000平方公里，最終注入卡爾卡拉尼亞河，平均流量每秒21.17立方米。
32°54′54″S 62°19′29″W / 32.91500°S 62.32472°W